# 方輅 (成化進士)
方輅（1433年—？），字洪載，浙江嘉興府平湖縣人，明朝政治人物。進士出身。

## 生平
浙江鄉試第五十六名。成化二年（1466年）丙戌科會試第二百八十五名，殿試登進士第三甲第十一名。

## 家族
曾祖方大有。祖父方敬。父亲方寬。